# 分館
分館（ぶんかん）は、本館から離れた場所に、本館とは別につくられた施設のこと。
本館の建物と隣接した場所に造られるものは、別館（アネックス、Annex）あるいは新館といい、それぞれ区別される。

## 図書館の分館
図書館の分館(branch library)は、図書館の中枢的機能を有する本館に対し、本館の外部に別に設けられた図書館施設のことである。館内には分館固有の図書館資料が所蔵され、単独で小規模な独立した図書館としての機能を有するほか、本館や他の分館の行うサービスを取り次ぐ中継拠点となる。
分館は、公共図書館であれば地域ごと、大学図書館であればキャンパスごとというように、地理的に本館から離れた場所で、設置場所の地域住民、設置キャンパスの教員・学生を対象とするサービスを担っており、所蔵資料の閲覧・貸出やレファレンスなどを行う。
分館は相対的に小規模であるため所蔵資料は少なく、レファレンスも簡易なものに限られるが、本館と分館の間には密接なネットワークが構築されており、本館や他の分館の所蔵する図書館資料の取り寄せ、レファレンスの回付などを通じて図書館組織全体のサービスを提供する。
本館の側からみれば、分館は本館のサービス網を本館から離れた場所に広げる窓口として位置付けられる。例えば、地方公共団体（自治体）が設置主体となっている図書館の場合、自治体の広い領域に対する図書館サービスを1つの本館では十分にカバーすることができないので、「地区館」と呼ばれる分館を自治体内に張り巡らせたサービス網の構築は図書館サービスの普及に不可欠と考えられる。
公民館図書室に分館の機能を持たせたり、公民館窓口において予約資料の貸出・返却が行える自治体もみられる。
また、公共図書館にとっては、分館は図書館の本館がカバーすることができない地域、地区に対するサービス拠点として重要である。特に日本の図書館界では、1960年代の日野市立図書館が、本館機能を持つ中央図書館の建設を後回しにして、地域に密着した小図書館の建設に予算を優先して投入した結果、幅広い図書館利用の掘り起こしに成功した事例はそのモデルケースとして有名である。